# جرعة التحميل
في الحركية الدوائية، جرعة التحميل هي جرعة بدئية عالية من الدواء قد تُعطَى في بداية الكورس العلاجي قبل أن تنخفض لجرعة صيانة أقل.
تكون جرعة التحميل أشد فائدة للأدوية التي تُصفَّى من الجسم بشكل بطيء نسبيًا أي يكون لها عمر نصف جهازي طويل. لا تحتاج هذه الأدوية إلا إلى جرعة صيانة منخفضة من أجل الحفاظ على كمية الدواء في الجسم بمستوً علاجي مناسب، لكن هذا أيضًا يعني أنه، بدون جرعة بدئية عالية، ستستغرق كمية الدواء في الجسم وقتًا طويلًا لتصل إلى هذا المستوى.
تشمل الأدوية التي قد تبدأ بجرعة تحميل بدئية: الديجوكسين، والتيكلوبلانين، والفوريكونازول، وبروكاييناميد، وفولفيسترانت.
جرعة واحد أو سلسلة من الجرعات التي قد تُعطَى في بداية العلاج بهدف الوصول إلى التركيز المستهدف بسرعة.

## مثال عمل
على سبيل المثال، عند أخذ دواء الفوسبورين الافتراضي بعين الاعتبار، مع افتراض أن له عمر نصف طويل في الجسم، ويُصفّى فقط 10% منه من الجسم كل يوم بواسطة الكبد والكليتين، وافتراض أنه يعمل بالصورة المثلى عندما تكون كميته الكلية في الجسم 1 غرام تمامًا. لذلك، جرعة الصيانة من الفوسبورين هي 100 ميليغرام (100 ملغ) يوميًا- فقط بما يكفي لتعويض الكمية التي تجري تصفيتها.
على افتراض أن مريضًا قد بدأ للتو أخذ 100 ملغ من الفوسبورين يوميًا.
- في اليوم الأول، سيوجد 100 ملغ في جسمه، وسيُصفِّي جسمه 10 ملغ، ما يترك لديه 90 ملغ.
- في اليوم الثاني، سيوجد لدى المريض 190 ملغ بالمجمل، وسيُصفِّي جسمه 19 ملغ، ما يترك لديه 171 ملغ.
- في اليوم الثالث، سيوجد في جسمه ما يصل إلى 271 ملغ، وسيُصفِّي جسمه 27 ملغ، ما يترك لديه 244 ملغ.

كما هو واضح، سيحتاج الأمر أيام عديدة لتصبح كمية الدواء في الجسم قريبة من 1 غرام (1000 ملغ) وتحقق تأثيرها العلاجي الكامل. 
بالنسبة لدواء كهذا، قد يصف الطبيب جرعة تحميل مقدارها 1 غرام تُؤخَذ في اليوم الأول. يؤدي ذلك إلى وصول تركيز الدواء في الجسم مباشرة إلى المستوى المفيد علاجيًا.
- في اليوم الأول، 1000 ملغ، ويصفي الجسم 100 ملغ، ما يترك 900 ملغ.
- في اليوم الثاني، يأخذ المريض 100 ملغ، ما يجعل التركيز 1000 مجددًا، ويصفي الجسم 100 ملغ، ما فيبقى التركيز 900 ملغ، وهكذا.

## حساب جرعة التحميل
تُستخدَم أربعة متغيرات لحساب جرعة التحميل:
- Cp = ذروة تركيز الدواء المرغوبة.
- Vd = حجم توزع الدواء في الجسم.
- F = التوافر الحيوي
- S = الجزء من تركيب الدواء الذي يمثل الدواء الفعال.

يمكن عندئذ حساب جرعة التحميل المطلوبة بالطريقة التالية:
{\displaystyle {\mbox{Loading dose}}={\frac {C_{p}V_{d}}{FS}}}
بالنسبة لدواء يُعطَى وريديًا، فإن التوافر الحيوي (F) يساوي 1، بما أن الدواء يُعطَى مباشرة في مجرى الدم. إن احتاج المريض جرعة فموية، سيكون التوافر الحيوي أقل من 1 (اعتمادًا على الامتصاص، واستقلاب العبور الأول...إلخ) ما يتطلب إعطاء جرعة تحميل أكبر.